# Lomas del Refugio
Lomas del Refugio är en ort i Mexiko.   Den ligger i kommunen El Llano och delstaten Aguascalientes, i den centrala delen av landet, 400 km nordväst om huvudstaden Mexico City. Lomas del Refugio ligger 1 997 meter över havet och antalet invånare är 420.
Terrängen runt Lomas del Refugio är en högslätt. Runt Lomas del Refugio är det ganska tätbefolkat, med 56 invånare per kvadratkilometer. Närmaste större samhälle är Villa Licenciado Jesús Terán, 11,3 km väster om Lomas del Refugio. Trakten runt Lomas del Refugio består till största delen av jordbruksmark.